# Carex speciosa
Carex speciosa är en halvgräsart som beskrevs av Carl Sigismund Kunth. Carex speciosa ingår i släktet starrar, och familjen halvgräs.

## Underarter
Arten delas in i följande underarter:
- C. s. dilatata
- C. s. latifolia
- C. s. pinetorum
- C. s. platyrhina
- C. s. speciosa